# Mackaya indica
Mackaya indica là một loài thực vật có hoa trong họ Ô rô. Loài này được (Nees) Ensermu mô tả khoa học đầu tiên năm 1992.